# Bartsia remota
Bartsia remota är en snyltrotsväxtart som beskrevs av U. Molau. Bartsia remota ingår i släktet svarthösläktet, och familjen snyltrotsväxter. Inga underarter finns listade i Catalogue of Life.